# Oradour-Fanais
Oradour-Fanais è un comune francese di 384 abitanti situato nel dipartimento della Charente, nella regione della Nuova Aquitania.

## Società

### Evoluzione demografica
Abitanti censiti